# Marina Stepanova
Marina Ivanovna Stepanova, nata Makeeva (in russo Марина Ивановна Степанова?; 1º maggio 1950), è un'ex ostacolista sovietica.
Nel luglio del 1979 ha battuto per la prima volta il record mondiale dei 400 metri ostacoli correndo in 54"78 a Mosca, sottraendo dal primato la detentrice Tat'jana Zelencova.
In seguito stabilì altre due volte il record mondiale della sua specialità: il 30 agosto 1986 a Stoccarda, durante la finale dei campionati europei con 53"32, e pochi giorni dopo, il 17 settembre 1986 a Tashkent, Unione Sovietica, con 52"94.

## Palmarès
| Anno                                     | Manifestazione       | Sede         | Evento  | Risultato  | Prestazione | Note            |
| ---------------------------------------- | -------------------- | ------------ | ------- | ---------- | ----------- | --------------- |
| In rappresentanza della Unione Sovietica |                      |              |         |            |             |                 |
| 1978                                     | Europei              | Praga        | 400 hs  | Semifinale | 57"49       |                 |
| 1984                                     | Giochi dell'Amicizia | Praga        | 400 hs  | Oro        | 53"67       |                 |
| 1986                                     | Europei              | Stoccarda    | 400 hs  | Oro        | 53"32       | Record mondiale |
| 1986                                     | Europei              | Stoccarda    | 4x400 m | Finale     | dq          |                 |
| 1987                                     | Mondiali indoor      | Indianapolis | 400 hs  | Semifinali | dns         |                 |

## Altre competizioni internazionali
1979
- Argento alla Coppa del mondo ( Montréal), 400 hs - 56"02

1985
- Coppa Europa di atletica leggera ( Mosca)

1986
- Oro ai Goodwill Games ( Mosca), 400 hs - 53"81
- Argento ai Goodwill Games ( Mosca), 4x400 m - 3'21"99